# Neurocirugía

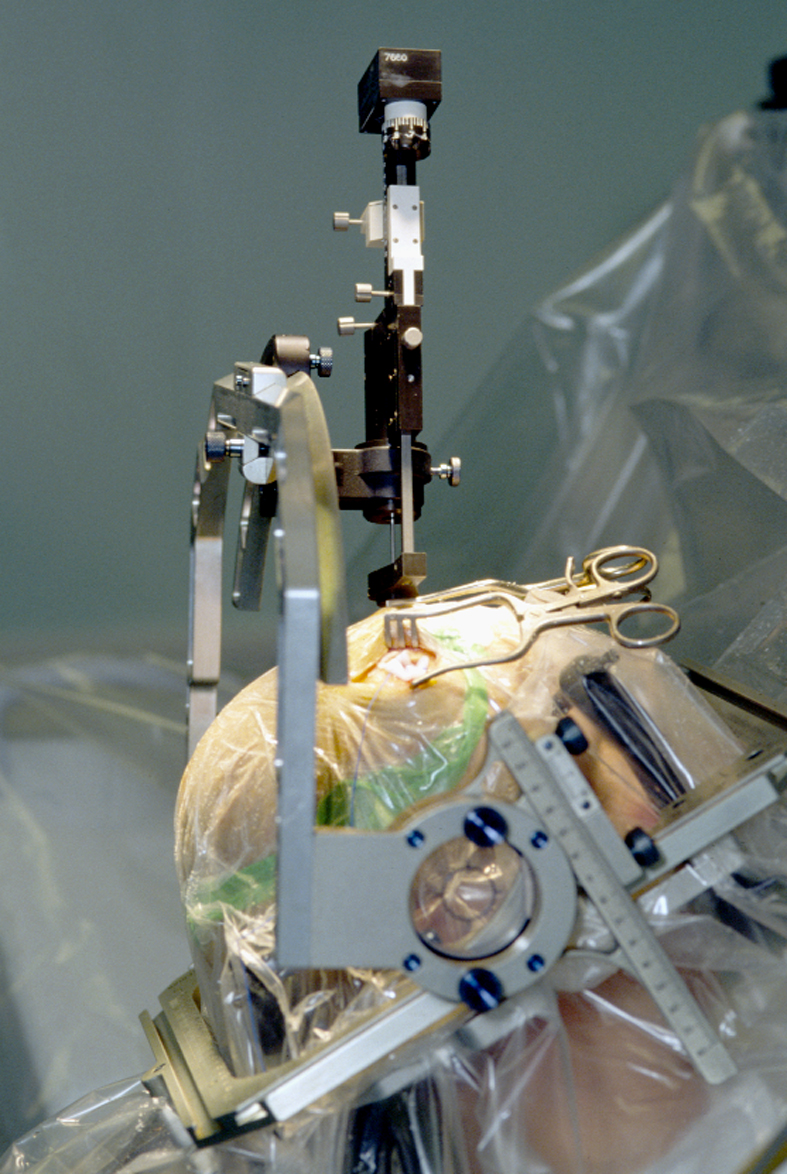
Intervención neuroquirúrgica.

La neurocirugía es la especialidad médica que se encarga del manejo quirúrgico (incluyendo la educación, prevención, diagnóstico, evaluación, tratamiento, cuidados intensivos, y rehabilitación) de determinadas enfermedades del sistema nervioso central, periférico y vegetativo, incluyendo sus estructuras vasculares; la evaluación y el tratamiento de procesos patológicos que modifican la función o la actividad del sistema nervioso, incluyendo la hipófisis y el tratamiento quirúrgico del dolor. 
Como tal, la cirugía neurológica abarca el tratamiento quirúrgico, no quirúrgico y estereotáctico de pacientes adultos y pediátricos con determinadas enfermedades del sistema nervioso, tanto del cerebro como de las meninges, la base del cráneo, y de sus vasos sanguíneos, incluyendo el tratamiento quirúrgico y endovascular de procesos patológicos de los vasos intra- y extracraneales que irrigan al cerebro y a la médula espinal; lesiones de la glándula pituitaria; ciertas lesiones de la médula espinal, de las meninges, y de la columna vertebral, incluidos los que pueden requerir el tratamiento mediante fusión, instrumentación, o técnicas endovasculares; y desórdenes de los nervios craneales y espinales todo a lo largo de su distribución.

## Campo de actuación
Las enfermedades neuroquirúrgicas afectan sobre todo al cerebro, médula espinal y desórdenes del nervio periférico.
Las enfermedades tratadas por los neurocirujanos incluyen:
- Enfermedades del disco intervertebral de la columna vertebral
- Enfermedades degenerativas causantes de lesiones compresivas de la médula y/o raíces nerviosas (mielopatía cervical espondilótica, canal estrecho lumbar)
- Enfermedades de la circulación del líquido cefalorraquídeo: (hidrocefalia)
- Traumatismos craneales

- Enfermedad Vásculo-cerebral (Hemorrágica):
  - Aneurisma Intracraneal
  - Malformaciones Vasculares (Malformaciones Arteriovenosas, fístulas carotico-cavernosas, cavernoma)
  - Hemorragias cerebrales

- Enfermedad Vásculo-cerebral (Isquémica)
  - Enfermedad Estenótica extra e intracraneal
  - Disección arterial del tronco o los ramos c

- Algunas formas de epilepsia resistente a fármacos
- Algunas formas de desórdenes del movimiento (enfermedad de Parkinson, corea, hemibalismo) - implica el uso de neurocirugía funcional o estereotactica
- Dolor intratable de pacientes con cáncer o con trauma del nervio craneal/periférico
- Algunas formas de desórdenes psiquiátricos graves

- Malformaciones del sistema nervioso:
  - Malformación de Arnold-Chiari
  - Disrafia del tubo neural (Encefalocele, Meningocele, mielomeningocele)
  - Anomalías de la unión cráneo-cervical
  - Médula anclada

## Sub-especialidades de la neurocirugía
Después de  años de entrenamiento y concluir la especialidad en neurocirugía; el neurocirujano continua su educación durante uno, dos, o más años dependiendo de la sub-especialidad.
- Cirugía de Columna
- Neurocirugía de Base de Cráneo
- Neurocirugía Pediátrica
- Neurocirugía Oncológica
- Neurocirugía Funcional y Estereotaxia
- Neurocirugía Vascular
- Terapia Endovascular Neurológica

## Historia de la neurocirugía
Las primeras descripciones de la morfología craneal fueron reportadas por Heródoto de Halicarnaso (484-425 AC), quien describió diferencias en el grosor del cráneo entre los Egipcios y los Persas. Heródoto creía que situaciones ambientales eran la causa de la diferencia en el grosor craneal. En el tratado Hipocrático, Sobre las Heridas de la Cabeza (Hipócrates o uno de sus alumnos) describió detalladamente la variación significativa en el grosor de la bovéda y en la morfología de las suturas craneales. Hipócrates, en su obra "Aires, aguas y lugares", señala que cerca de Palus Mocotide, habitaba un pueblo que tenía la original costumbre de comprimir a los niños la cabeza hasta darle una forma alargada. Más tarde, Galeno de Pergamo (130-200), y después Andreas Vesalio (1514-1564) reconocieron las diferencias en la morfología del cráneo humano y las suturas craneales. Y, asociaron ciertas características del cráneo con entidades clínico-patológicas (en la actualidad reconocidas como hidrocefalia o craneosinostosis. Sobre las Heridas de la Cabeza, es el primer texto científico que intenta presentar el manejo de las lesiones de la cabeza en una forma completa y sistemática. Los primeros dos capítulos del texto enfatizan la importancia del conocimiento de la anatomía humana (específicamente del cráneo) para comprender las lesiones craneales.
Trepanación (ανατρησιζ) es el proceso por el cual se perfora un agujero en el cráneo para propósitos médicos y/o místicos. La palabra se origina del griego τρυπανον que significa perforar, taladrar, abrir. Es uno de los procedimientos quirúrgicos más antiguos y es el primer procedimiento neuroquirúrgico realizado por el ser humano. El procedimiento data desde la era del mesolítico, antes del desarrollo del lenguaje escrito y el uso de instrumentos de metal. Es decir, casi 10,000 años AC. Su práctica estaba ampliamente distribuida en los continentes. Se ha identificado evidencia de trepanaciones en América central, América del Sur, Asia, África y Europa.
La trepanación en la Europa Medieval progresivamente se tornó más compleja. Se desarrollaron aparatos para la perforación del cráneo más segura y menos dolorosa. El uso de la trepanación evolucionó también de su concepto ritualista y contenido místico en las culturas de África y América central precolombina a su uso por los egipcios, griegos y romanos, quienes identificaron su potencial uso terapéutico, registraron sus hallazgos y produjeron complicadas instrucciones para la realización de la trepanación.
Patología pre-colombina Neuroquirúrgica
Deformaciones Craneanas
Culturas Pre-Incaicas
No hay dudas de que las culturas Mochica, Chimú y Paracas son las que realizaron las primeras trepanaciones en América. Si bien se siguen encontrando, en muchos pueblos precolombinos, cráneos con las mismas características, estos son de tiempos posteriores a las que pueden corresponder al Imperio Incaico. La mayoría de las craneotomías realizadas y descubiertas en sus respectivas tumbas o fardos funerarios fueron realizadas 1,200 años AC. mostrando un conocimiento médico, lógicamente no exento de supersticiones, magia y mística. En muchos casos se llega a establecer sobrevida por el crecimiento de los bordes óseos de la craneotomía, disminuyendo así su diámetro, con lo que se puede demostrar incluso si la trepanación fue realizada en vida o después de muerto. Un hallazgo interesante es que las trepanaciones son, en su gran mayoría, del lado izquierdo, con trazos de fracturas satélites que acompañan a la craneotomía principal, por lo que se deduce que fueron como consecuencia de un traumatismo encéfalo craneano, más que por un ritual.
Se han descrito cuatro tipos de trepanación:
- suprainiana
- técnicas de corte en hueso con aberturas cuadrangulares
- técnicas de los orificios cilindro-cónicos
- técnicas de aberturas circulares

Maya
El texto maya-quiché, Popol-Vuh, el texto fue encontrado en el convento de Santo Tómas Chichicastenango por el fraile dominico Francisco Ximénez en el siglo XVll], se supone escrito en idioma quiché por Diego Reynoso a principios del siglo XVl, este texto narra la historia de un grupo humano centrado en el área de la península de Yucatán y abarca Guatemala, Honduras y México. El máximo desarrollo de este grupo humano se logra en el periodo clásico del año 200 a 900 de nuestra era.
Azteca
La patología se encuentra desde el pre-clásico más antiguo que corresponde a 1,000 AC. En el estado de Oaxaca, en la parte meridional de México, existieron dos grandes culturas pre-clásicas: la mixteca y la zapoteca. La cultura mixteca representada en Monte Negro y la zapoteca en Monte Alban l y ll. Los cráneos hallados en Monte Negro son dolicoides y los hallados en Monte Alban son braquioides. En ambas culturas se hallaron cráneos trepanados.
Entre 1870 y 1880, la cirugía cerebral se limitó esencialmente al tratamiento del trauma. Estas cirugías eran realizadas por el cirujano que estaba disponible, con frecuencia instigado por un neurológo. En 1889, Henry H.A Beach realizó la primera craneotomía en el Hospital General de Massachusetts, basada únicamente en localización cerebral. El paciente fue diagnosticado por Putnam con un tumor cerebral. Sin embargo, durante la cirugía no se pudo localizar el tumor. Finalmente el tumor se identificó durante la autopsia del paciente. Tres meses antes el Dr. E. H. Bradfor en el Hospital de la Ciudad de Boston había realizado la primera craneotomía para el tratamiento de un tumor cerebral.
Los resultados de las primeras craneotomías electivas en el Hospital General de Massachusetts fueron desalentadores. Un reporte en 1905, de 36 trepanaciones para el tratamiento de un tumor cerebral no habían logrado curar a un solo paciente.
Neurocirugía en Matanzas: en 1921-1922 se reportó el caso de un paciente con hemiplejía tratado en Matanzas, Cuba